# Un eroe del nostro tempo (Lermontov)
Un eroe del nostro tempo (in russo Герой нашего времени?; tradotto in italiano anche con il titolo Un eroe dei nostri tempi) è un romanzo di Michail Jur'evič Lermontov pubblicato a puntate sugli Annali patrii o Memorie patriottiche nel 1839 e in volume nel 1840. L'opera fu iniziata nel 1837 e, quindi, la sua stesura durò due anni.
Non si tratta di un vero e proprio romanzo, bensì di una serie di novelle imperniate sulla figura del protagonista, Grigorij Pečorin, un ufficiale dell'esercito imperiale russo, "eroe" rappresentativo di una generazione di intellettuali senza più una causa per cui lottare e «cifra di una profonda incapacità relazionale».
I racconti si susseguono non nel rispetto della linea temporale, quanto secondo un ordine psicologico, in modo da presentare Pečorin prima dal di fuori, tramite l'elemento biografico, per poi rivelarlo dall'interno, attraverso la sua stessa voce. La storia del protagonista è quella di un uomo dai buoni sentimenti, che la società e il destino hanno in qualche modo deformato. Alla fine in lui prevarranno lo scetticismo e una visione pessimistica della vita che si tramuteranno in uno spirito di vendetta su innocenti e colpevoli. Tuttavia del protagonista conosciamo nitidamente solo il presente, mentre il passato e l'intima natura tendono a confondersi, a coincidere con la vita e il temperamento di Lermontov.

## Struttura
L'opera è divisa in cinque capitoli (Bela, Maksim Maksimyč, Taman', La principessina Mary, Un fatalista) che possono essere considerati come racconti. I primi due sono narrati in prima persona da un viaggiatore, mentre gli ultimi tre riportano direttamente il diario personale di Pečorin. La loro autonomia narrativa è sottolineata dal fatto che, prima della pubblicazione integrale dell'opera, due capitoli uscirono a distanza di qualche mese l'uno dall'altro su rivista. In ogni caso, il carattere romanzesco è dato dall'organicità complessiva dell'opera e dalla continuità narrativa che lega le diverse parti.
La disposizione dei capitoli non segue l'ordine cronologico, ma si presenta la figura del protagonista sotto diversi aspetti, concentrando progressivamente l'attenzione su Pečorin e passando dalla descrizione dall'esterno ad opera di altri personaggi all'interno del protagonista, che emerge dalle pagine del suo diario. Ordinando cronologicamente l'intreccio si ottiene la seguente disposizione: durante il suo viaggio attraverso il Caucaso Pečorin si ferma a Taman' (Taman'); il soggiorno termale a Pjatigorsk e, in seguito, a Kislovodsk (La principessina Mary); il periodo di stanza alla fortezza comandata da Maksim Maksimyč (Bela); l'episodio della scommessa in un villaggio cosacco (Un fatalista); l'incontro a cinque anni di distanza dagli eventi precedenti tra Pečorin e Maksim Maksimyč (Maksim Maksimyč) e, in conclusione, la morte di Pečorin riportata nella Prefazione al diario di Pečorin.

## Trama

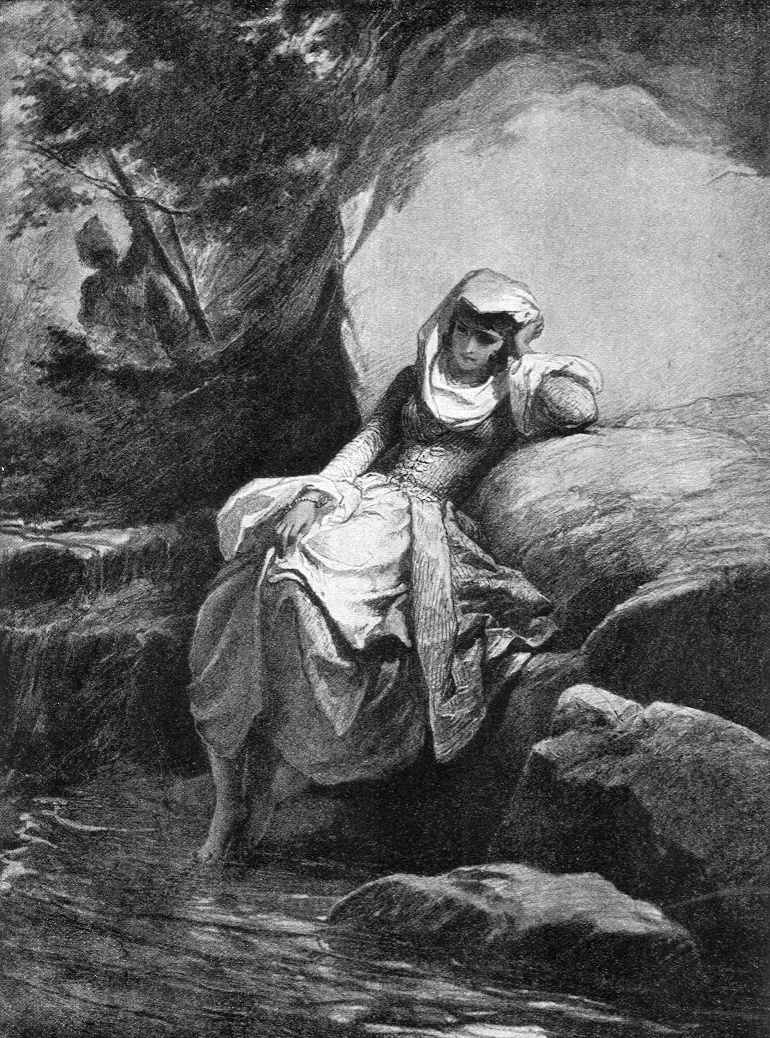
"Bela" nell'illustrazione di Mihály Zichy

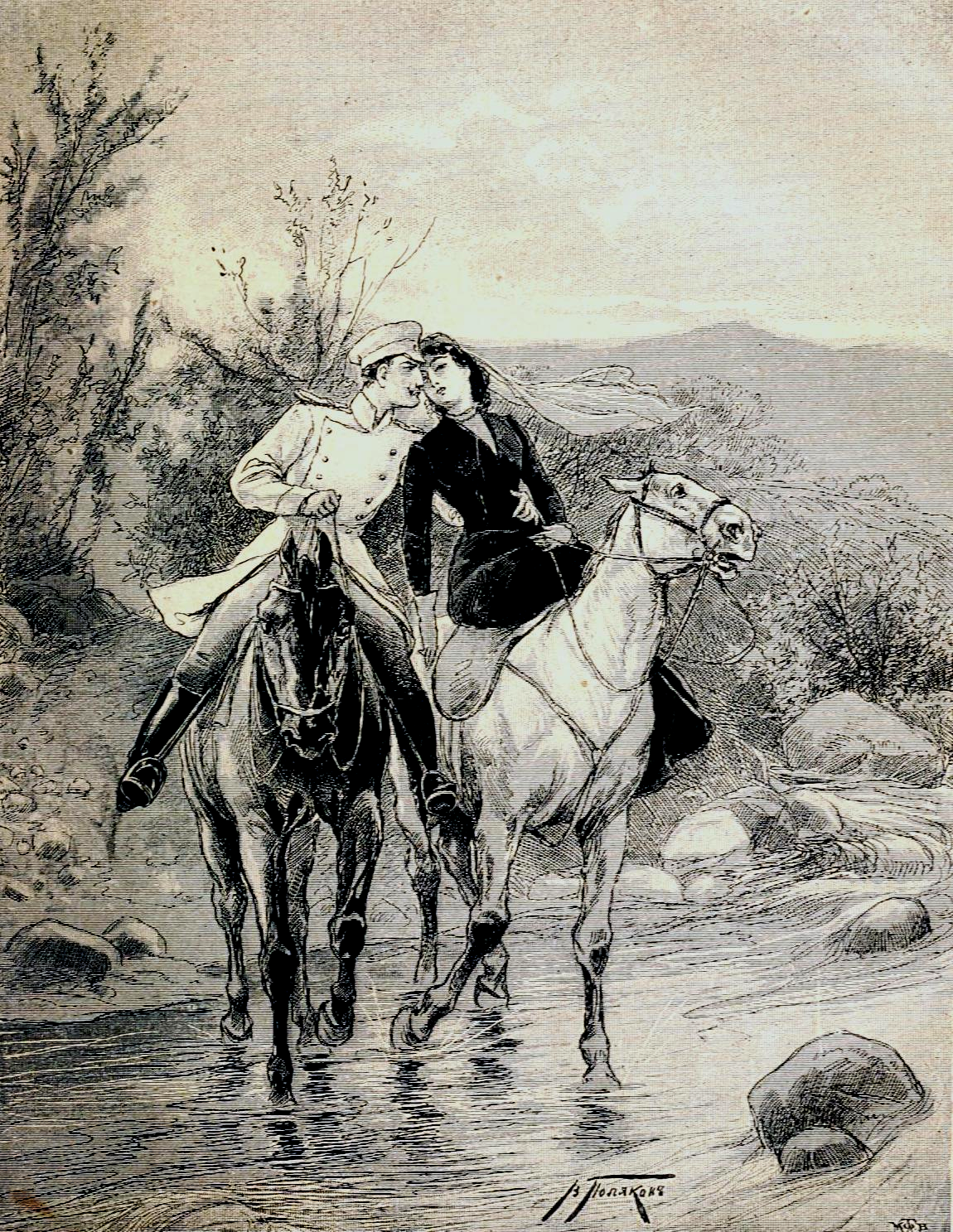
"Pečorin e la principessa Mary" nell'illustrazione di V. A. Poljakov

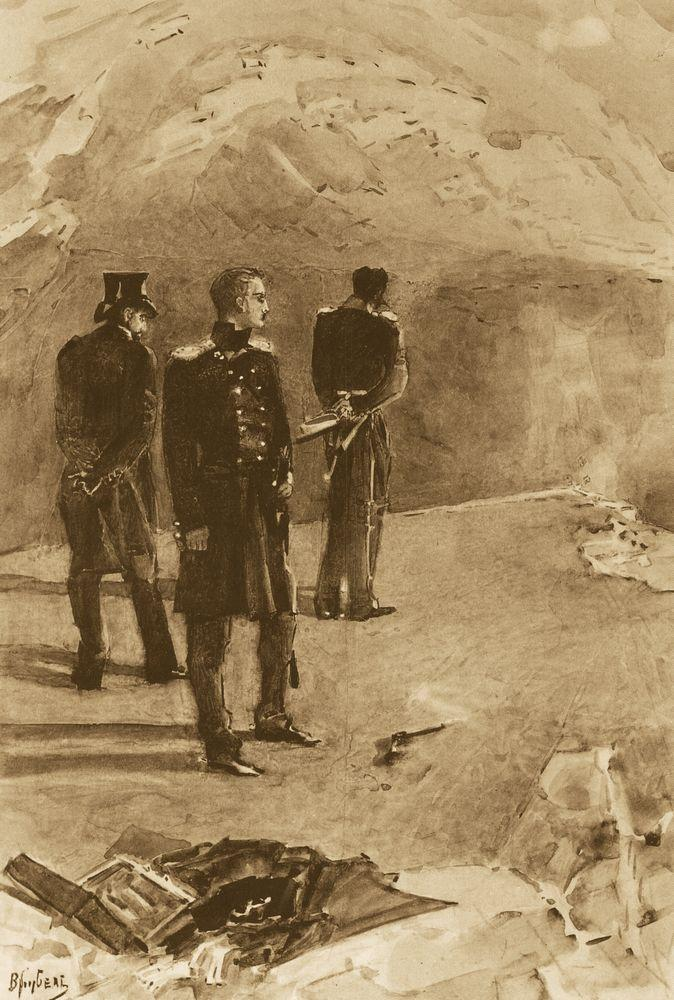
"Il duello tra Pečorin e Grušnickij" nell'illustrazione di Michail Vrubel'

L'autore traccia il ritratto di Grigorij Aleksandrovič Pečorin, ufficiale russo, attraverso le testimonianze di alcuni personaggi che lo hanno conosciuto. Pečorin è un ufficiale ben nato che ha conosciuto il bel mondo, l'amore e le passioni di cui si nutrono i vagheggini di un certo ceto; ora però ogni cosa gli è venuta a noia. Maksim Maksimyč lo conobbe in Cecenia, nella fortezza di Groznaja (l'attuale Groznyj). Qui Pečorin si innamora di Bela, una principessa del luogo ottenuta dal fratello barattandola col destriero di Kazbic, un bandito-guerrigliero. Bela in un primo momento si mostra fredda e ostile poi impara ad amare il giovane ufficiale russo. Ma Pečorin si stanca della ragazza e inizia a trascurarla, si assenta, scompare per intere settimane. Un giorno di ritorno dalla caccia si accorge che la ragazza è stata rapita da Kazbic. Lo insegue ma il furfante la ferisce riuscendo a farla franca. Bela muore dopo due giorni di agonia. Pečorin accoglie la dipartita con indifferenza sprezzante, almeno agli occhi di Maksimyč (Bela).
I due commilitoni si ritrovano ma per poco tempo: Pečorin è in procinto di partire per la Persia. Il narratore ottiene da Maksimyč i documenti di Pečorin stipati in un baule dimenticato trovandovi alcuni quaderni di memorie (Maksim Maksimyč). Il primo racconta del soggiorno nello squallido villaggio costiero di Taman. Qui Pečorin alla fuga d'amore di una misteriosa ragazza con Janko, un contrabbandiere, aiutati da un ragazzino cieco. Alla fine del singolare episodio Pečorin riflette e giunge alla conclusione che dopotutto lui, ufficiale sballottolato di provincia in provincia, abbia poco da spartire coi fatti riportati. E si rimette in cammino.
Arriva a Pjatigorsk per beneficiare delle sorgenti curative; qui incontra il vecchio amico Grušnickij, allievo ufficiale, e da lui apprende del recente arrivo della principessa Ligovskàja e della figlia Mary nella località. Grušnickij comincia presto a frequentare la loro casa, invaghendosi di Mary, che ama trascorrere il tempo con lui, mentre Pečorin rimane volontariamente in disparte, con l'intenzione di far innamorare di sé la sensibile fanciulla. Si inserisce gradatamente nel suo salotto, cercando con allusioni e furtivi gesti di entrare nel cuore della principessina. Nel frattempo scopre che a Pjatigorsk, presso la Ligovskàja, si trova anche la sua vecchia fiamma Vera, unica donna almeno parzialmente amata da Pečorin, sposata con un lontano parente della principessa. Presto, Mary arriva a prediligere la compagnia di Pečorin, innamorandosi in breve tempo, benché l'uomo le confidi di non amarla. Vinto nell'amor proprio, Grušnickij accetta di tendere una trappola all'amico, ideata dal capitano dei dragoni, a sua volta umiliato in pubblico da Pečorin. Con un pretesto qualsiasi organizzeranno un duello tra Grigorij e l'allievo ufficiale, caricando a salve la pistola del comune rivale.
L'azione narrata si è intanto spostata a Kislovodsk. Una sera, Pečorin si allontana da uno spettacolo per entrare di nascosto in casa di Vera, approfittando dell'assenza del marito. Viene atteso da Grušnickij e dal capitano dei dragoni, i quali, dopo una colluttazione con l'uomo uscito dal palazzo, accusano Grigorij di essere stato dalla principessina. Pečorin, irritato per la menzogna gratuita e già a conoscenza del piano dell'amico, concorda con questi un duello durante il quale non viene ferito a morte mentre egli, fingendo di accorgersi della pistola caricata a salve, chiede al dottor Werner suo padrino di introdurre il proiettile con cui Grušnickij viene freddato.
Poco dopo Pečorin riceve una disperata lettera di Vera in cui la donna annuncia la sua repentina e coatta partenza e in cui confida di aver amato solo lui, sicché non le resta ormai più nulla al mondo. Pečorin lancia il suo cavallo a tutta velocità nel vano tentativo di raggiungerla. Tornato a Kislovodsk, viene a sapere che si sospetta il motivo reale della morte di Grušnickij (che era stata fatta passare per una disgrazia), ragion per cui viene trasferito a N.. Prima di partire, la principessa vuole convincerlo ad accettare la mano della figlia assai provata, ma Pečorin chiede di parlare con Mary, di fronte alla quale tenta invano di provare un sentimento d'amore, e a cui chiede di essere disprezzato, dal momento che l'ha presa in giro e che non l'ama. Mary afferma di odiarlo, l'uomo si congeda e si avvia verso la nuova destinazione (La principessina Mary).
In un villaggio cosacco, una sera, Pečorin è intento a conversare con i commilitoni sulla predestinazione, credenza assai diffusa tra i musulmani. Pečorin scommette sulla non esistenza della predestinazione, e uno degli ufficiali, il valoroso tenente di origine serba Vulič, accetta, tentando di dimostrare l'assunto contrario; Pečorin predice a Vulič una morte imminente. Il tenente prende una pistola, se la punta alla tempia e preme il grilletto, uscendone illeso. Subito dopo mira a un berretto per provare che la pistola era carica, e la pallottola esplode. Vulič vince così la scommessa, ma Grigorij, che nel tragitto verso casa si imbatte in un maiale appena ammazzato da un cosacco ubriaco, apprende alle prime luci dell'alba che il tenente è stato ucciso con una sciabolata dallo stesso cosacco. L'assassino si asserraglia in una casa disabitata, dove Pečorin si introduce a rischio della vita, riuscendo a farlo arrestare (Un fatalista).

## Edizioni italiane
- Un eroe del nostro tempo, traduzione dal testo originale russo a cura di Paola Cometti, Torino, UTET, 1953.
- Un eroe del nostro tempo, traduzione di Giacinta De Dominicis Jorio, Milano, Garzanti, 1977. - a cura di Eridano Bazzarelli, Collana GUM. Letture, Milano, Mursia, 1988, ISBN 978-88-425-8577-0.
- Un eroe del nostro tempo, traduzione di Elisabetta Bruzzone, Introduzione di Caterina Graziadei, Collana Oscar Classici n.303, Milano, Arnoldo Mondadori Editore, 1994.
- Un eroe del nostro tempo, traduzione di Pia Pera, Collana, Milano, Frassinelli, 1996, ISBN 978-88-768-4377-8. - con uno scritto di Vladimir Nabokov, Collana Oscar Classici n.635, Milano, Mondadori, 2009-2021,[4] ISBN 978-88-045-8591-6.
- Un eroe del nostro tempo, traduzione di Clara Terzi Pizzorno, Introduzione di Giovanna Spendel, Collana Classici n.1121, Milano, BUR, 1996, ISBN 978-88-171-7121-2.
- Un eroe del nostro tempo, traduzione di Ljiljana Avirovic, Collana Einaudi Tascabili. Serie bilingue n.541, Torino, Einaudi, 1998, ISBN 978-88-061-4796-9.
- Un eroe dei nostri tempi, traduzione e cura di Paolo Nori, Collana Universale Economica Feltrinelli. I Classici n.12755, Milano, Feltrinelli, 2004, ISBN 88-07-82175-3. - Collana Classici, Firenze, Barbès, 2011, ISBN 978-88-629-4320-8;  Collana Gli alianti n.260, Marcos y Marcos, 2017, ISBN 978-88-716-8789-6.
- Un eroe del nostro tempo, traduzione di L. V. Nadai, Collana I Grandi Libri n.462, Milano, Garzanti, 2004, ISBN 978-88-113-6462-7.
- Un eroe del nostro tempo, traduzione di G. Quarto, Collana Classici tascabili, Milano, Dalai, 2012, ISBN 978-8866203384.